# Дюшене, Изабель
Изабе́ль Дюшене́ (фр. Isabelle Duchesnay, род. 18 декабря 1963, Айлмер, Квебек, Канада) — франко-канадская фигуристка выступавшая в танцах на льду со своим старшим братом Полем Дюшене. Они стали чемпионами мира в 1991 году и серебряными Олимпийскими медалистами в 1992 году.

## Карьера
Изабель родилась в Канаде и начала кататься на коньках в раннем возрасте. Первого значительного успеха они с братом добились в 1982 году, когда стали вторыми на чемпионате Канады среди юниоров.
В дальнейшем стиль их катания был уникальным и революционным для того времени. После резкой критики их оригинального стиля со стороны канадской федерации фигурного катания, Изабель и Поль решают сменить сборную. В 1985 году они начали кататься за Францию — родину их матери.
Они стали третьими и вторыми на мировых первенствах 1989 и 1990 года соответственно. Они выиграли своё единственное золото на чемпионате мира в 1991 году в Мюнхене. Пара имела все шансы выиграть золото на Олимпиаде в Альбервиле в 1992 году, однако ошиблась и стала второй после Марины Климовой и Сергея Пономаренко. Олимпиада стала их последним любительским выступлением.
Затем соревновались как профессионалы, пока Поль не получил серьёзную травму в 1996 году.
В 1991 году Изабель Дюшене вышла замуж за фигуриста и хореографа Кристофера Дина. В 1993 году они развелись.
Сейчас[когда?] Изабель работает спортивным комментатором на французском телевидении.

## Спортивные достижения
| Соревнования/Сезон | 1986 | 1987 | 1988 | 1989 | 1990 | 1991 | 1992 |
| Зимние Олимпиады   |      |      | 8    |      |      |      | 2    |
| Чемпионаты мира    | 12   | 9    | 6    | 3    | 2    | 1    |      |
| Чемпионаты Европы  | 8    | 5    | 3    |      | 3    | 2    |      |